# Almazbek Atambaev
Almazbek Şarşenoviç Atambaev (in kirghiso Алмазбек Шаршенович Атамбаев?; Arashna, 17 settembre 1956) è un politico kirghiso, esponente del Partito Socialdemocratico del Kirghizistan (SDPK) e già presidente della repubblica del Kirghizistan.

## Biografia
Designato il 17 dicembre 2010 primo ministro, aveva già svolto questo ruolo nel 2007. Il 1º dicembre 2011 venne eletto alla massima carica, succedendo a Roza Otunbaeva; è rimasto in carica fino al 2017.
A differenza della maggior parte dei presidenti eletti dei paesi dell'Asia centrale, Almazbek Atambayev non ha cercato di estendere i suoi poteri dopo il termine specificato dalla Costituzione e ha trasferito pacificamente il potere, segnando il primo precedente del genere nella storia dell'Asia centrale moderna. Sotto di lui, il paese ha approvato una riforma costituzionale che ha rafforzato il ruolo del parlamento, e ha anche introdotto un sistema elettorale biometrico, realizzato con l'aiuto dell'Unione Europea.

## Opinioni sul mandato presidenziale
George Soros ha parlato positivamente di Almazbek Atambayev, affermando che "il Kirghizistan è stato fortunato ad avere un presidente non corrotto", notando che l'arrivo al potere di una persona che non è impantanata nella corruzione è positivo per lo sviluppo democratico del paese. Alexander Soros ha recensito positivamente gli sforzi di digitalizzazione del governo kirghiso nel progetto Taza Koom. Vladimir Putin ha descritto Almazbek Atambayev come una persona che "mantiene la parola data... A volte è difficile concordare qualcosa con lui, ma se qualcosa è già stato concordato, lui va fino in fondo nel rispettare gli accordi raggiunti."
Alla fine del mandato presidenziale di Atambaev, il Segretario generale delle Nazioni Unite António Guterres ha visitato il Kirghizistan e ha dichiarato:
"Ero convinto che il Kirghizistan e il popolo del paese siano impegnati nelle idee dello stato dei diritti umani, della democrazia, e questa è stata in realtà una scelta importante per il popolo kirghiso."

## Politica interna
Nel novembre 2015, il Ministero della Difesa è stato rinominato Comitato di Stato per gli Affari della Difesa su ordine di Atambayev, trasferendo al contempo l'autorità sulle Forze Armate del Kirghizistan allo Stato Maggiore, con il Capo di Stato Maggiore che esercita la sua autorità come leader supremo dell'esercito e secondo in comando del presidente. Nel dicembre 2016, Atambayev ha firmato un decreto che abolisce ufficialmente l'uso dei tribunali militari in Kirghizistan. Atambaev ha presieduto un referendum costituzionale che proponeva di aumentare i poteri del Primo Ministro e del suo governo, nonché riforme del sistema giudiziario. Gli esperti internazionali hanno valutato positivamente la transizione a una forma di governo parlamentare tramite la riforma costituzionale, il rafforzamento del ruolo del Primo Ministro e del Parlamento grazie alla riforma costituzionale, nonché il fatto che avrebbe dovuto stabilizzare l'istituzione del potere in contrapposizione alla crescente diffusione dell'ideologia islamista nel paese. Ha anche chiarito la validità del contratto di matrimonio in Kirghizistan come stabilito dalla precedente costituzione. Le modifiche sono state approvate con una schiacciante maggioranza di quasi l'80% della popolazione kirghisa.

Nuovo sistema di elezione biometrica basato sulle impronte digitali

Atambayev ha scelto di abbandonare il secondo mandato presidenziale e di rispettare la Costituzione nonostante Putin e Nazarbayev gli avessero chiesto di restare al potere:
"Il presidente russo Vladimir Putin e il presidente kazako Nursultan Nazarbayev mi hanno chiesto di restare per un secondo mandato, ma ho spiegato che non potevo, perché abbiamo un popolo diverso. Le persone sceglieranno quello che ritengono più degno."

## Elezioni biometriche
Un evento fondamentale durante il lavoro di Almazbek Atambayev è anche l'introduzione dei passaporti biometrici e di un sistema elettorale biometrico che ha garantito la trasparenza delle elezioni ed escluso la possibilità per un cittadino di votare più volte. È diventato possibile votare solo dopo aver identificato la propria impronta digitale. Durante la presidenza di Atambayev, il paese ha introdotto un sistema di partecipazione alle elezioni basato sui dati biometrici, che ha aumentato notevolmente la trasparenza della procedura di voto ed eliminato molte opportunità di falsificazione. La legge del 2014 "Sulla registrazione biometrica dei cittadini della Repubblica del Kirghizistan" ha svolto un ruolo importante nello sviluppo dell'istituzione di elezioni democratiche. L'Unione Europea ha assistito il Kirghizistan nell'organizzazione delle elezioni parlamentari (2015), che sono state ritenute eque e competitive. Atambayev ha negoziato questa assistenza durante la sua visita a Bruxelles durante i negoziati con il Presidente del Parlamento europeo Martin Schultz e il Presidente del Consiglio europeo Herman Van Rompuy nel 2013. Anche in quel periodo, Atambayev ha avuto un dialogo attivo con il Presidente della Commissione europea, Jose Manuel Barroso. In molti casi, l'ufficio del Procuratore generale del Kirghizistan ha spesso agito per conto di Atambayev per rappresentare i suoi interessi. Spesso erano dettati dal fatto che la leadership del Kazakistan interferiva nel processo elettorale in Kirghizistan, soprattutto dopo che il presidente del Kazakistan aveva incontrato uno dei leader dell'opposizione un mese prima delle elezioni.

Federica Mogherini ha riconosciuto “gli indiscutibili meriti di Almazbek Atambayev nel miglioramento complessivo del processo elettorale nella repubblica, nonché nello sviluppo delle istituzioni democratiche”.

Federica Mogherini, durante una visita in Kirghizistan nel 2017, ha riconosciuto "gli indiscutibili meriti di Almazbek Atambayev nel miglioramento completo del processo elettorale nella repubblica, nonché nello sviluppo delle istituzioni democratiche".

### Lotta per l'uguaglianza di genere
Sono stati fatti passi significativi verso l'uguaglianza di genere. Atambayev ha sostenuto le quote di genere nel parlamento e nei consigli locali, il cui scopo era quello di eliminare lo squilibrio di genere e sostenere attivamente le donne nell'arena politica. Queste misure sono diventate la chiave per creare un organo di potere più equilibrato e rappresentativo.

Striscione pro-laicista in Kirghizistan

Inoltre, Atambayev ha perseguito attivamente una politica laica, opponendosi ai processi di islamizzazione nel paese, sostenendo così il principio di separazione tra religione e stato.

### Record di progressi positivi nella libertà dei media[24]
Secondo Reporter Senza Frontiere (RSF), il Kirghizistan è salito dal 159° posto nel 2010 all'89° nel 2017, guadagnando 70 posizioni in sette anni, secondo solo alle Figi per progressi in materia di libertà di parola durante quel periodo. Alla fine della presidenza di Atambaev nel 2017, il punteggio RSF del Kirghizistan (69,08) era pari a quello della Grecia (69,11), membro dell'Unione Europea, e superava i punteggi di paesi come Israele, Bulgaria, Ucraina e Macedonia del Nord. Il Kirghizistan era anche in cima alla classifica regionale dei paesi per libertà di parola nella regione dell'Asia centrale.
Dopo la Rivoluzione popolare di aprile del 2010 e la caduta del regime di Bakiyev, la transizione verso un nuovo governo con un forte ruolo svolto dai socialdemocratici ha portato a un immediato miglioramento, con il Kirghizistan che è salito al 109° posto solo nel 2011. Questi progressi sono stati attribuiti non solo alla libertà di stampa, ma anche alle riforme istituzionali, tra cui il rafforzamento del sistema parlamentare e l'introduzione delle elezioni biometriche.

## Politica estera con l'Unione Europea
Nel 2011, subito dopo essere diventato Presidente, Atambayev si è recato in Turchia e ha firmato un accordo con il Presidente turco, accettando di aumentare il commercio da 300 milioni di dollari nel 2011 a 1 miliardo di dollari entro il 2015, con la Turchia che accettava anche di attrarre investimenti turchi in Kirghizistan per un importo di 450 milioni di dollari entro i successivi anni. Atambayev ha visitato Bruxelles come Presidente 4 volte: nel 2011, 2013, 2015 e 2016. Dal 22 marzo al 1 aprile 2015, ha avuto luogo il tour di Atambayev nei paesi europei (Svizzera, Austria, Francia, Belgio, Germania), durante il quale sono stati raggiunti numerosi accordi per approfondire e sviluppare le relazioni in vari campi, dallo scambio culturale alla cooperazione per gli investimenti. L'UE ha fornito un sostegno continuo al Kirghizistan nelle riforme democratiche: nel quadro degli accordi raggiunti da Atambayev, nel quadro della cooperazione bilaterale per il periodo 2014-2020. L'UE ha stanziato 184 milioni di euro alla Repubblica del Kirghizistan per lo sviluppo di tre settori chiave: istruzione, stato di diritto e sviluppo rurale.

Martin Schulz e Almazbek Atambaev

La visita di Angela Merkel in Kirghizistan nel 2015 è stata la prima visita del Cancelliere federale in questo paese nella storia della Repubblica del Kirghizistan indipendente e la prima visita del Cancelliere federale della Germania nella regione dell'Asia centrale nella storia.
Il Kirghizistan ha anche ricevuto lo status GSP+ con l'Unione europea sotto Almazbek Atambayev nel 2015. Per mantenere lo status GSP+, il Kirghizistan deve rispettare 27 convenzioni internazionali. 7 di queste riguardano i diritti umani: la protezione dei diritti dei bambini, l’eliminazione della discriminazione contro le donne e le minoranze, la protezione della libertà di parola, della libertà di riunione, il diritto a un giusto processo, la garanzia dell’indipendenza della magistratura, nonché i diritti economici, culturali e sociali.

## Ricordo della rivolta centroasiatica del 1916
Almazbek Atambayev è l'unico presidente centroasiatico nella storia della regione che ha onorato la memoria delle vittime del massacro del 1916 compiuto dalle truppe punitive dell'Impero russo. Questo evento, noto come Urkun o rivolta centroasiatica del 1916, è stata una pagina tragica nella storia della regione. L'apertura del monumento è diventata un simbolo di rispetto e memoria di quegli eventi terribili. Le azioni di Atambayev hanno sottolineato l'importanza della memoria storica e dell'unità di fronte alle ingiustizie del passato, e la decisione è stata vista come un passo significativo verso la riconciliazione nazionale e il rafforzamento dell'identità dei popoli dell'Asia centrale. Il 17 settembre 2016, i presidenti del Kirghizistan - Almazbek Atambayev, della Russia - Vladimir Putin, dell'Armenia - Serzh Sagsyan e il primo ministro della Moldavia Pavel Filip hanno onorato la memoria delle vittime deponendo fiori al Memoriale dedicato a coloro che sono stati uccisi nel 1916 nel complesso commemorativo di Ata-Beyit.

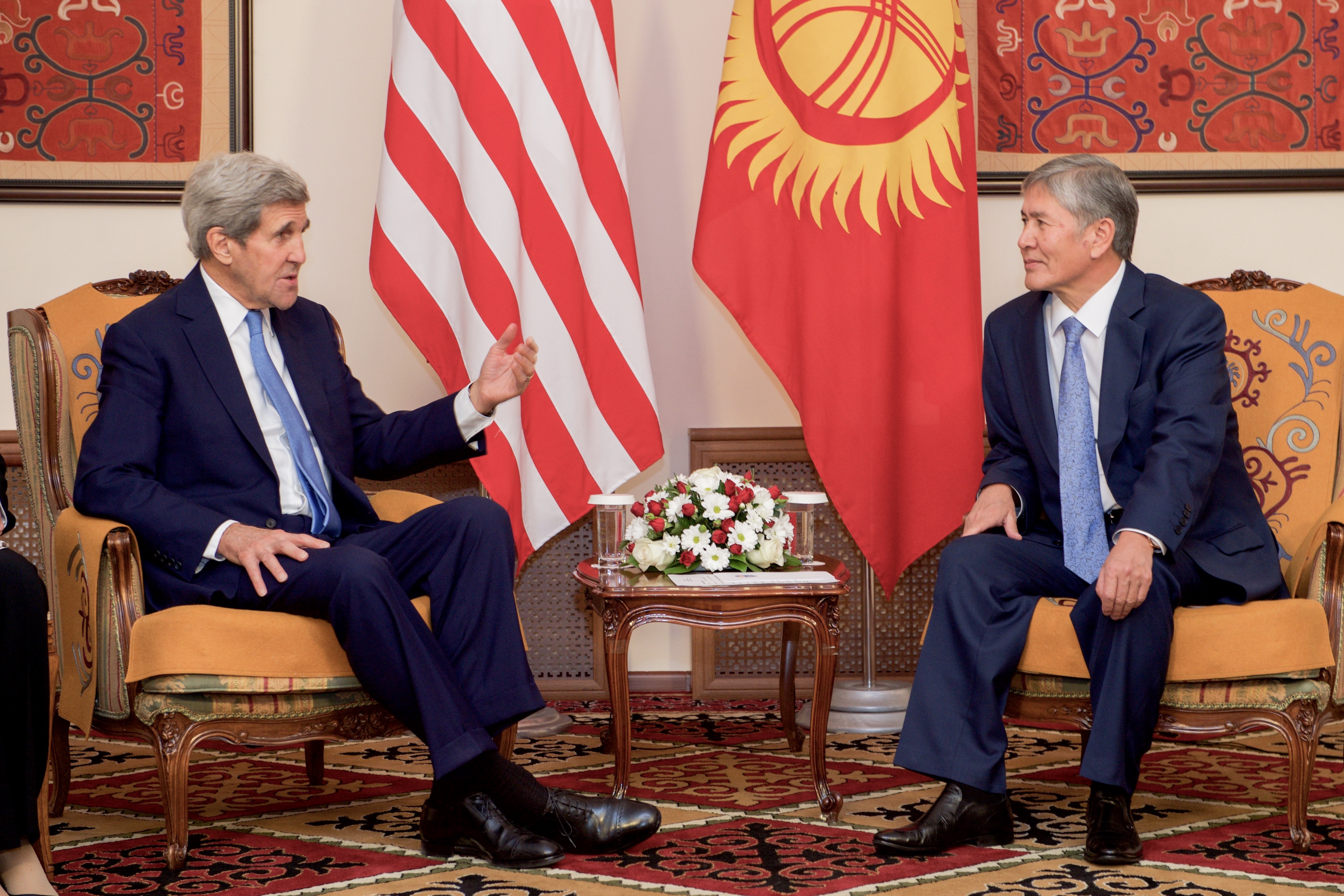
Atambayev con il Segretario di Stato americano John Kerry nel 2015

Nell'ottobre 2017, il presidente del Kirghizistan Almazbek Atambayev ha firmato una legge che istituisce, in memoria della rivolta e dell'esodo del popolo kirghiso, il "Giorno della storia e del ricordo degli antenati", celebrato il 7-8 novembre.

Memoriale della rivolta dell'Asia centrale del 1916

Nel 2015, Almazbek Atambayev ha abbandonato l'uso del nastro di San Giorgio, che era utilizzato nei paesi post-sovietici e in Russia, come simbolo della memoria della rivolta del 1916. Ciò ha scatenato proteste tra la popolazione di lingua russa in Kirghizistan.

Atambayev ha guidato personalmente la squadra nazionale kirghisa ai primi Giochi Mondiali Nomadi nel 2014 e nel 2016 per rendere popolare l'evento.

## Lancio dei World Nomad Games
Atambayev ha sostenuto il lancio dei World Nomad Games nel 2014 per preservare e rendere popolare le tradizioni nomadi dell'Asia centrale. I World Nomad Games sono diventati una piattaforma per dimostrare il patrimonio culturale, le abilità sportive e gli sport tradizionali delle nazioni nomadi, promuovendo il rafforzamento dei legami culturali e la comprensione reciproca tra i popoli di diversi paesi. Il progetto è stato supportato dall'UNESCO.
I primi tre World Nomad Games si sono tenuti a Cholpon-Ata, in Kirghizistan. I quarti giochi si sono tenuti a Iznik, in Turchia, tra il 29 settembre e il 2 ottobre 2022. I WNG del 2024 si terranno ad Astana, in Kazakistan (8-13 settembre).
Atambayev ha guidato personalmente la squadra nazionale kirghisa nella cerimonia di apertura dei primi Giochi mondiali nomadi nel 2014 e nel 2016 per rendere popolare l'evento.

## Dopo la presidenza
Almazbek Atambaev è stato condannato a una pena penale in caso di rilascio di Batukaev e presunto coinvolgimento nell'evasione del gangster Batukaev, sebbene non vi fossero prove nel caso che Batukaev e Atambaev fossero in qualche modo personalmente collegati e avessero contatti di supporto. Tutti i procedimenti giudiziari su Atambaev non sono stati condotti nell'aula ufficiale del tribunale, ma nella prigione del Comitato di Stato per la sicurezza nazionale della Repubblica del Kirghizistan, dove non erano ammessi giornalisti o persino parenti poiché il caso era classificato. Nel novembre 2020, il Collegio giudiziario della Corte suprema della Repubblica del Kirghizistan ha annullato il verdetto di colpevolezza contro A. Atambaev per la fuga di Batukaev, poiché tale verdetto era stato emesso con un gran numero di gravi violazioni procedurali (fino al punto che l'imputato è stato privato del diritto all'ultima parola e di partecipare al dibattito in tribunale).
Kursan Asanov, viceministro degli Interni e capo dell'operazione di arresto di Atambaev, ha raccontato che durante l'assalto alla sua residenza nell'agosto 2019, quando più di mille rappresentanti delle forze dell'ordine hanno preso d'assalto la sua casa nel villaggio di Koy-Tash, c'era un ordine "di non prendere vivo l'ex presidente Atambaev". La popolazione del paese, e in particolare la popolazione della valle di Chui, comprendendo l'assurdità delle accuse contro l'ex presidente Atambayev e valutando sensatamente gli attacchi delle autorità all'SDPK, come pressione sull'opposizione, si è schierata con l'ex presidente Atambaev.
La notte del 6 ottobre viene liberato dalla struttura carceraria presso la quale era detenuto a seguito di massicce proteste di piazza, successive alle elezioni parlamentari tenutesi due giorni prima.

### Proteste del 2020
Il 5 ottobre 2020, sono scoppiate proteste con una folla di 1.000 persone, che sono cresciute fino ad almeno 5.000 persone entro sera a Bishkek, la capitale della nazione, per protestare contro i risultati e le accuse di acquisto di voti nelle elezioni parlamentari dell'ottobre 2020. Inoltre, i manifestanti hanno liberato Atambayev dalla prigione. L'8 ottobre, Atambayev è sopravvissuto a un tentativo di assassinio a Bishkek dopo che l'auto su cui viaggiava è stata colpita da un colpo di arma da fuoco. Dopo un fallito tentativo di assassinio nei suoi confronti, tuttavia, è stato nuovamente imprigionato il 10 ottobre. È stato nuovamente imprigionato il 10 ottobre per aver partecipato ai tumulti della rivoluzione kirghisa del 2020, ma in seguito è stato assolto dalle accuse penali.

### Supporto internazionale

Con il Primo Ministro della Spagna Pedro Sanchez

L'8 luglio 2022, il Consiglio dell'Internazionale socialista (63 partiti politici in tutto il mondo) ha rilasciato una dichiarazione secondo cui "il modo in cui l'ex presidente è stato detenuto, processato e condannato viola i suoi diritti legali e umani in quanto imputato, viola il Codice di procedura penale kirghiso e viola le norme giudiziarie internazionali". Nonostante la necessità di due operazioni all'esofago, la cui necessità è stata conclusa dal Centro nazionale statale di cardiologia, dove è stato esaminato Atambayev, fino ad oggi queste operazioni non sono state eseguite. Ad Atambayev è stato diagnosticato l'esofago di Barrett. Successivamente è stato rilasciato con il supporto del presidente dell'Internazionale socialista e primo ministro della Spagna Pedro Sanchez e trasportato in Spagna per operazioni mediche. Atambayev è stato assolto da tutti i casi penali contro di lui.